# Warren Fox
Warren Fox es un personaje ficticio de la serie de televisión británica Hollyoaks interpretado por el actor Jamie Lomas del 2006 hasta el 2009, nuevamente del 29 de octubre del 2010 hasta el 23 de diciembre del 2011 y desde mayo del 2016 hasta el 8 de noviembre del 2017. Warren es el villano que el público ama odiar en la serie.

## Antecedentes
Warren fue puesto en un hogar de crianza junto a su hermana menor, Katy cuando apenas eran pequeños. Pronto fueron adoptados por una familia cuyo hijo, Spencer Gray tiene necesidades especiales, pronto Warren y Spencer formaron un vínculo muy fuerte y se llevaban muy bien, sin embargo las cosas no eran completamente buenas ya que su madre adoptiva con frecuencia lo maltrataba a él y a Katy. 
Harto de los maltratos Warren se fue del hogar siendo un adolescente y más tarde se mudó a España, en donde fue arrestado y encarcelado después de que su examigo Sean Kennedy testificara en su contra, más tarde Warren fue liberado en el 2006 y se mudó a Hollyoaks.
Es muy buen amigo de Theresa McQueen.

## Biografía
El 13 de abril del 2017 Warren asesinó a Bart McQueen después de descubrir que Bart había estado involucrado en el asesinato de su hermana, Katy Fox, quien murió de una sobredosis mientras se drogaba con Bart y Joel.

## Asesinatos
Entre sus víctimas se encuentran:
| Fecha de Asesinato      | Personaje      | Causa                                                                                                  |
| ----------------------- | -------------- | --- |
| 13 de abril de 2017     | Bart McQueen   | |
| 10 de febrero de 2011   | Kyle Ryder     | murió luego de que Warren le disparara mientras intentaba salvar a Theresa y a la hija de esta de Kyle |
| 2010                    | Dale Greer     | murió luego de que Warren lo acuchillara para hacer pasar su cuerpo como suyo y así fingir su muerte   |
| 25 de diciembre de 2008 | Louise Summers | murió después de que Warren la asfixiara mientras intentaba protegerse de ella                         |
| 2007                    | Sean Kennedy   | murió luego de que Warren lo estrangulara                                                              |